# South Shore (Dakota Południowa)
South Shore – miasto w Stanach Zjednoczonych, w stanie Dakota Południowa, w hrabstwie Codington.